# Estação Ferroviária de Alcântara-Mar
A estação ferroviária de Alcântara-Mar, por vezes identificada apenas como de Alcântara, é uma interface das Linhas de Cascais e Cintura, que serve a freguesia de Alcântara, na cidade de Lisboa, em Portugal. Foi inaugurada, como terminal provisório do Ramal de Cascais, em 6 de Dezembro de 1890. Em 1891, foi inaugurado o ramal até Alcântara-Terra. Na década de 1920, a estação foi alvo de profundas obras de remodelação, tendo sido electrificadas as vias e construído um novo edifício de passageiros, desenhado pelo arquitecto Cottinelli Telmo.

## Descrição

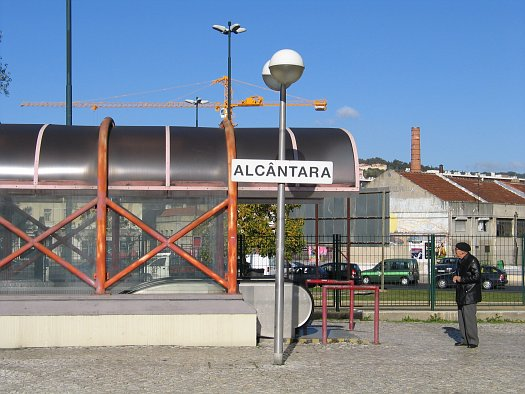
Acesso à passagem inferior sob a Av. Índia, na Estação de Alcântara-Mar.

### Localização e acessos
Esta estação situa-se junto à Avenida da Índia, em Lisboa.

### Infraestrutura
Esta interface apresenta duas vias de circulação, eletrificadas em toda a sua extensão, identificadas como VA1 e VD2, ambas com 228 m de comprimento e acessíveis por plataformas com comprimentos de 217 e 207 m, respetivamente, e ambas com 110 cm de altura (valores essencialmente idênticos aos de décadas anteriores); existem ainda três vias secundárias (identificadas como Areal 1, Areal 2, e Areal 3) com comprimentos entre 402 e 355 m, que não se encontram eletrificadas. Nesta estação insere-se na rede ferroviária o ramal particular Liscont.

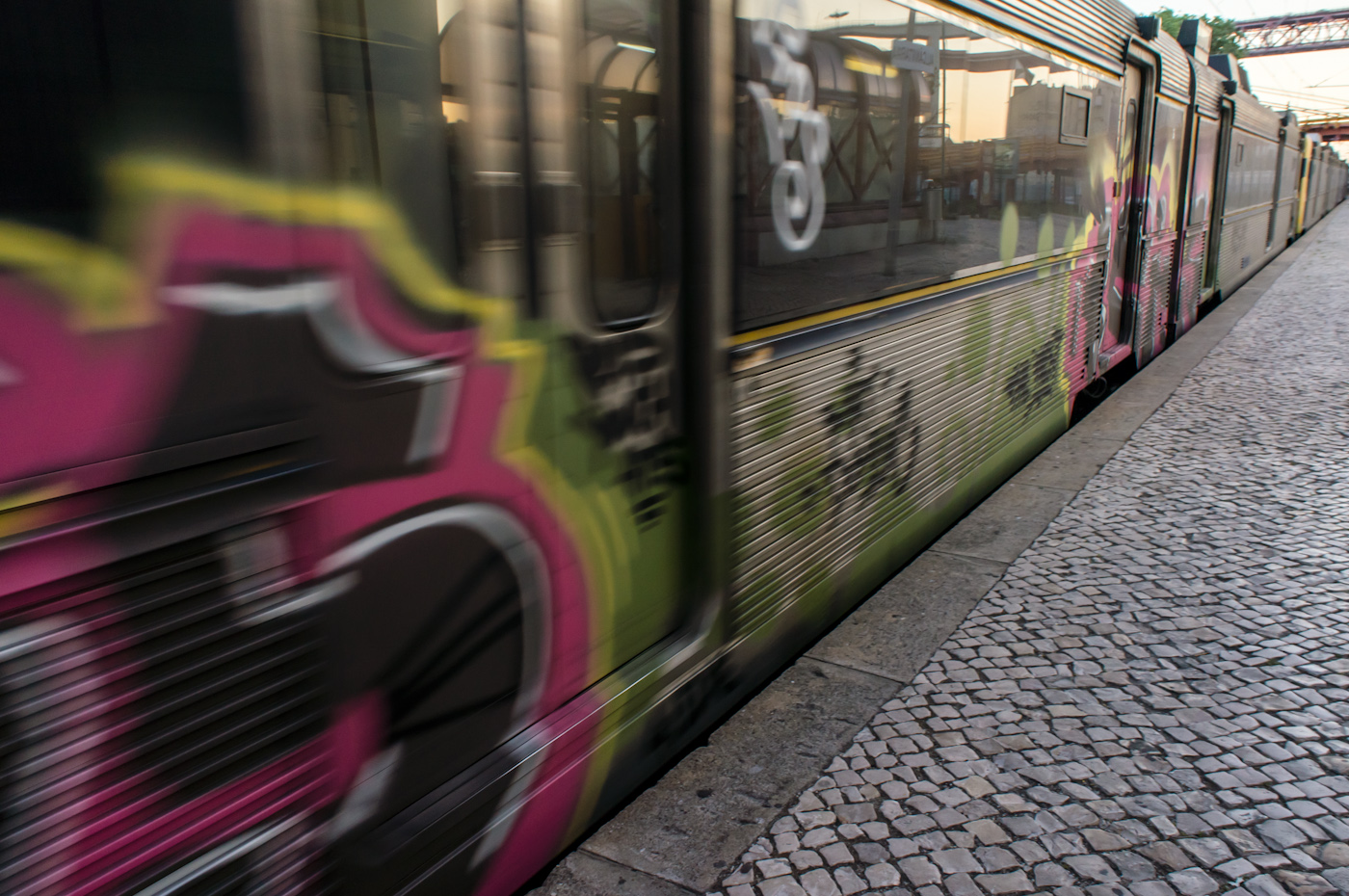
Alcântara-Mar em 2012.

O edifício de passageiros situa-se do lado norte da via (lado direito do sentido ascendente, a Cascais).

### Serviços
Em dados de 2023, esta interface é servida por comboios de passageiros da C.P. de tipo urbano no serviço “Linha de Cascais” tipicamente com um total de 102 circulações diárias em cada sentido ligando ao Cais do Sodré, das quais 32 têm término em Oeiras e as restantes em Cascais.

## História

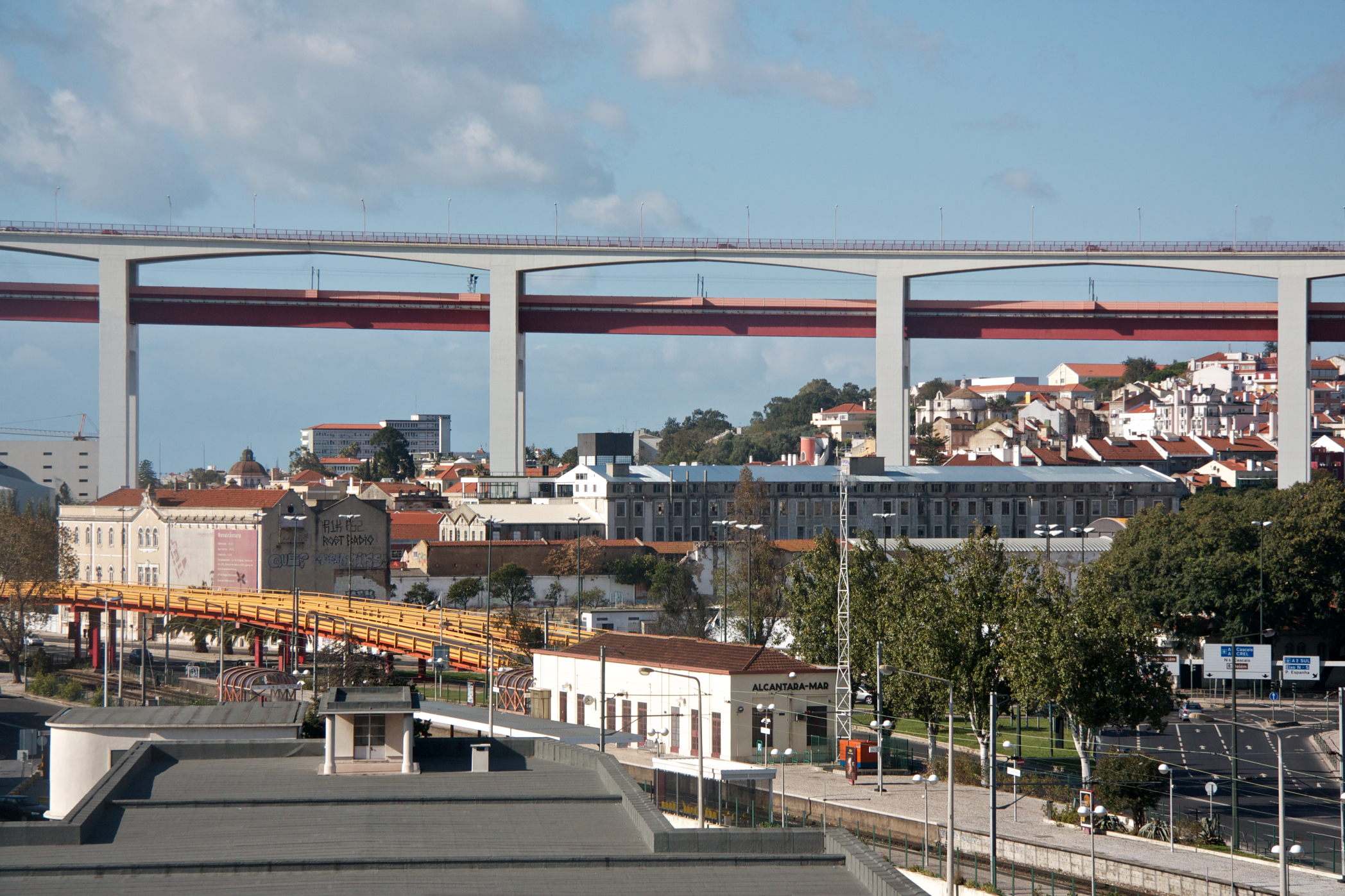
Vista geral da Estação, em 2011.

### Século XIX
Um alvará de 9 de Abril de 1887 autorizou a Companhia Real dos Caminhos de Ferro Portugueses a construir uma linha férrea ao longo do Rio Tejo, ligando a Estação Ferroviária de Santa Apolónia, no Cais dos Soldados, à zona de Alcântara, que poderia ser prolongada até Cascais. Assim, a Companhia iniciou a construção, tendo o Ramal de Cascais sido inaugurado em 30 de Setembro de 1889, ligando inicialmente Pedrouços a Cascais. O lanço seguinte, até Alcântara-Mar, entrou ao serviço em 6 de Dezembro de 1890. A ligação até Alcântara-Terra, pelo Ramal de Alcântara, abriu à exploração em 10 de Agosto de 1891. O lanço seguinte do Ramal de Cascais, entre Alcântara-Mar e Cais do Sodré, foi inaugurado em 4 de Setembro de 1895.
Em 1896, estava prevista a instalação de iluminação a gás em várias estações da Linha de Cascais, incluindo a de Alcântara-Mar. Em 28 de Julho, foi duplicado o troço entre Belém e Alcântara-Mar. Nesse ano, foi organizado um comboio especial desde Alcântara-Mar até Sintra, para os passageiros do cruzeiro Cordillère, que assim evitaram a passagem pelo Rossio; esta experiência teve bons resultados, tendo sido a génese de uma alteração de 1898 no traçado do Sud Expresso, que passou a circular, uma vez por semana, por Alcântara-Mar. Desta forma, possibilitou-se que os passageiros deste comboio e as suas bagagens fossem directamente para o cais, o que melhorou consideravelmente os serviços.
Em 1 de Fevereiro de 1897, foi concluída a segunda via entre Alcântara-Mar e o Cais do Sodré, prevendo-se que iria brevemente entrar ao serviço. No entanto, a circulação pela segunda via só começou em 4 de Julho. Em Abril, esta estação já tinha sido mudada para uma estrutura provisória junto ao entroncamento das Linhas de Cintura e de Cascais, e com acesso directo à nova avenida, de forma a evitar que os utentes tivessem de atravessar as linhas para aceder à gare.

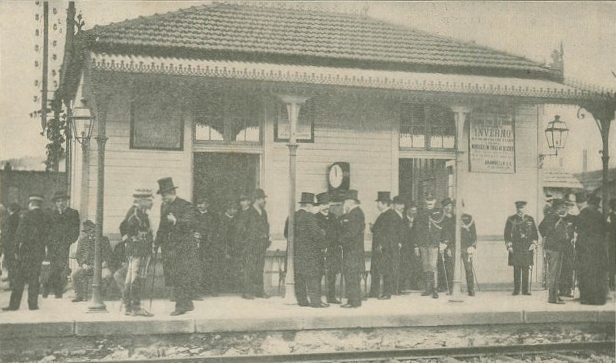
Ministros na Estação de Alcântara-Mar em 1904, aguardando a chegada do comboio real.

### Século XX
A Gazeta dos Caminhos de Ferro de 1 de Dezembro de 1914 noticiou que a Companhia dos Caminhos de Ferro Portugueses tinha apresentado uma proposta para uma tarifa especial, relativa ao transporte de mercadorias, onde se estabeleciam preços mais baixos para estações onde se situavam os principais centros corticeiros, incluindo as duas estações de Alcântara. Em 1918, a Companhia dos Caminhos de Ferro Portugueses arrendou a exploração da Linha de Cascais à Sociedade Estoril. Entre 1927 e 1928, Cottinelli Telmo projectou um novo edifício de passageiros para esta estação, no estilo modernista. Em 1926, foi electrificada a Linha de Cascais.
O Decreto-Lei n.º 28:796, de 1 de Julho de 1938, introduziu profundas modificações na zona de Alcântara, incluindo o encerramento da estação fluvial de Santo Amaro, passando os serviços a serem feitos por novas dependências na estação de Alcântara-Mar, que seria ligada à doca por uma linha de via estreita, para vagonetas. Também em 1938, a C. P. levantou a estação de Santo Amaro, tendo aproveitado os materiais para construir uma dependência em Alcântara Mar.
Em 1 de Agosto de 1939, foi reatada a circulação do comboio Sud Expresso, após um hiato de três anos, devido à Guerra Civil Espanhola; nessa altura, este comboio ligava Paris à estação do Rossio, em Lisboa, com uma carruagem directa para Alcântara-Mar e Estoril que era atrelada e desatrelada em Campolide. Nesse ano, o Ministério das Obras Públicas e Comunicações publicou um decreto que modificou o traçado da Linha de Cascais desde Alcântara até à Cruz Quebrada, para a construção da Estrada Marginal entre Lisboa e Cascais. Em 15 de Dezembro, foi inaugurado o novo traçado entre Belém e o Apeadeiro de Bom Sucesso, prevendo-se que o lanço seguinte a ser modificado fosse o de Belém a Alcântara. Esta intervenção foi concluída no ano seguinte. Também em 1940, foi organizada uma exposição das novas carruagens da C. P. na estação de Alcântara Mar, que iriam ser utilizadas nos comboios da Linha de Cascais. Em 16 de Setembro desse ano, a Gazeta dos Caminhos de Ferro relatou que a C. P. estava a preparar a criação de corpos de bombeiros em várias estações da sua rede, incluindo em Alcântara Mar.
No XIII Concurso das Estações Floridas, organizado em 1954 pela Companhia dos Caminhos de Ferro Portugueses e pelo Secretariado Nacional de Informação, a estação foi premiada com um diploma de menção honrosa especial. Em 16 de Agosto de 1955, a Sociedade Estoril iniciou as obras para a modernização da via férrea desde esta estação até e Belém, prevendo-se que depois passariam para o lanço de Alcântara-Mar ao Cais do Sodré.

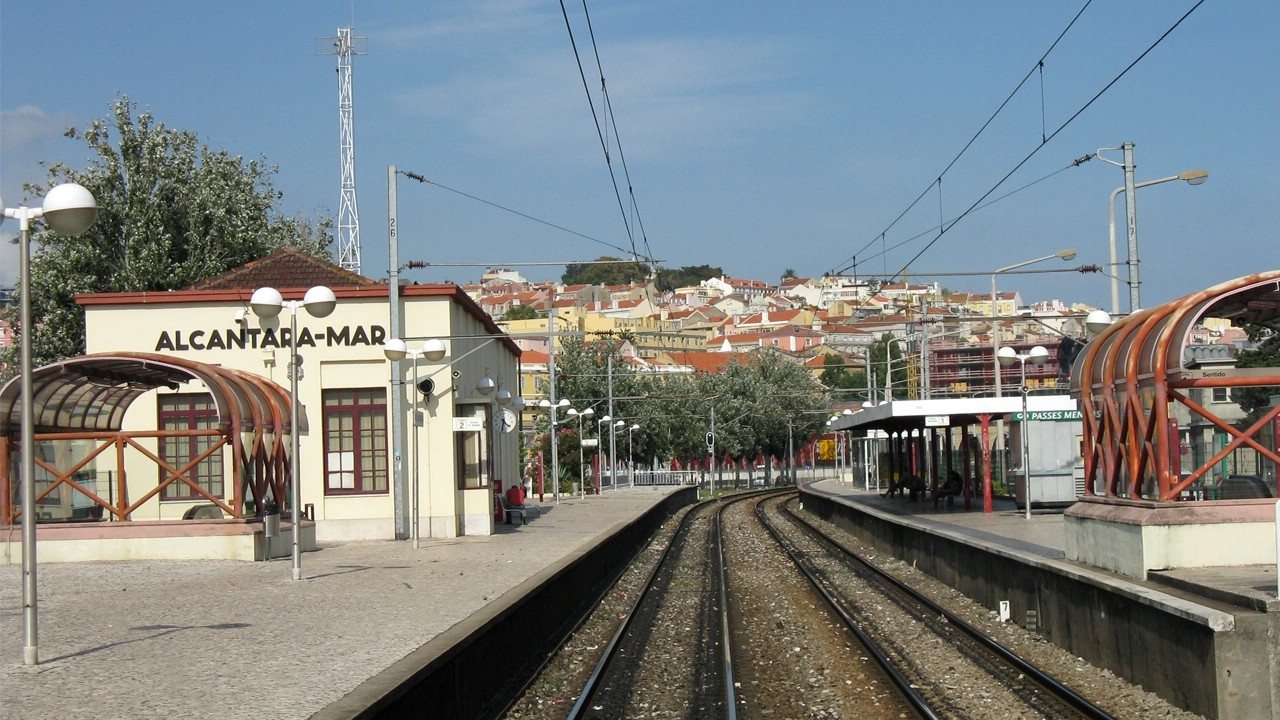
Vista da estação, em 2008.

Em 1976, a Linha de Cascais deixou de ser explorada pela Sociedade Estoril, voltando à gestão directa dos Caminhos de Ferro Portugueses.

### Décadas de 1990 e 2000
Em 1991 foi construída uma passagem pedonal segregada ligando Alcântara-Mar a Alcântara-Terra (então recentemente reaberta ao serviço de passageiros), constituída por um atravessamento subterrâneo sob a Avenida da Índia seguido de uma passagem elevada, esta última demolida em 2008. Em Dezembro de 2009, a passagem pedonal inferior foi temporariamente encerrada devido a uma inundação.